# ФК Иванчна Горица
НК Иванчна Горица је словеначки фудбалски клуб из Иванчне Горице, који се такмичи у регионалној лиги Љубљане.

## Историја
Клуб је основан 11. јуна 1973. под именом НК Иванчна Горица. Име НК Ливар добија 1984. када спонзорство над клубом преузима МИП Ливар. Такмичи се у нижим лигама, а 1999/00. улази у Другу словеначку лигу. После шест сезона 2006/07. Ливар улази у Прву словеначку лигу. Године 2011. клуб мења име у НК Иванчна Горица.
Своје утакмице игра на стадиону НК Ливар који има капацитет од 1.500 гледалаца.

## Састав екипе у сезони 2007/08
септембар 2007
| Име                 | Број дреса | Држава              | бивши клуб |
| ------------------- | ---------- | ------------------- | ---------- |
| Голмании            |            |                     |            |
| Љубиша Љубојевич    | 1          | Словенија           |            |
| Клемен Залетал      | 12         | Словенија           |            |
| Бобан Савић         | 14         | Србија              |            |
| Одбрана             |            |                     |            |
| Грегор Мохар        | 4          | Словенија           |            |
| Алмир Лулич         | 5          | Словенија           |            |
| Ален Шутеј          | 6          | Словенија           |            |
| Симон Прудич        | 9          | Словенија           |            |
| Душан Богдановић    | 16         | Србија              |            |
| Денис Мешановић     | 18         | Словенија           |            |
| Кристјан Чоз        | 25         | Словенија           |            |
| Везни ред           |            |                     |            |
| Ади Муминович       | 2          | Словенија           |            |
| Алексндар Раилић    | 3          | Босна и Херцеговина |            |
| Амир Агич           | 8          | Словенија           |            |
| Давид Костелиц      | 10         | Словенија           |            |
| Анже Садар          | 13         | Словенија           |            |
| Себастјан Шинковец  | 15         | Словенија           |            |
| РОК Садар           | 17         | Србија              |            |
| Напад               |            |                     |            |
| Дарко Кременович    | 7          | Словенија           |            |
| Јанез Перме         | 11         | Словенија           |            |
| Адријан Русел-Кекец | 19         | Канада              |            |
| Лука Садар          | 24         | Словенија           |            |
| Марко Лундер        | 20         | Словенија           |            |
| Фуад Газибегович    | 27         | Словенија           |            |
| Дејан Божичич       | 28         | Словенија           |            |
|                     |            |                     |            |